# Mississauga
Mississauga /ˌmɪsɪˈsɒɡə/ é uma cidade da província canadense de Ontário e subúrbio de Toronto. Está situada às margens do Lago Ontário na Municipalidade Regional de Peel, vizinha à Toronto. Com uma população de 721 599 habitantes de acordo com o censo de 2016, Mississauga é a sexta mais populosa municipalidade do Canadá, a terceira maior de Ontário e a segunda maior da Região Metropolitana de Toronto.
O crescimento de Mississauga é atribuído pela sua proximidade com Toronto. Durante a última metade do século XX, a cidade atraiu uma população multicultural e se consolidou como um próspero centro financeiro. Em Mississauga está localizado o Aeroporto Internacional Pearson de Toronto, o aeroporto mais movimentado do País, bem como as sedes de diversas corporações canadenses e multinacionais. Os residentes da cidade são frequentemente referido como Mississaugans.

## Cidades vizinhas
|                         | Norte: Halton Hills, Brampton |                |
| Oeste: Milton, Oakville | Mississauga                   | Leste: Toronto |
|                         | Sul: Lago Ontário             |                |